# Diocus frigidus
Diocus frigidus – gatunek widłonoga z rodziny Chondracanthidae. Nazwa naukowa tego gatunku skorupiaków została opublikowana w 1923 roku przez duńskiego biologa Hansa Jacoba Hansena. Gatunek został ujęty w Catalogue of Life.